# Jaroslav Tauer
Jaroslav Tauer (3. října 1925 – 2006) byl český fotbalový útočník a trenér.

## Hráčská kariéra
Odchovanec Slavoje Vyšehrad hrál v československé lize za SK Nusle a ATK Praha (dobový název Dukly). Hrál také za Meteor České Budějovice. Do vyšehradského Slavoje se později vrátil a uzavřel zde hráčskou kariéru. Do Slavoje Vyšehrad přivedl i svého syna a vnuka, kteří později patřili k oporám tohoto klubu.

### Prvoligová bilance
| Ročník             | Zápasy | Góly | Minuty | Klub      |
| ------------------ | ------ | ---- | ------ | --------- |
| I. liga 1943/44    | –      | ...  | –      | SK Nusle  |
| I. liga 1949       | –      | 0    | –      | ATK Praha |
| CELKEM I. ČS. LIGA | –      | ...  | –      |           |

## Trenérská kariéra
Po skončení hráčské kariéry se stal trenérem ve Slavoji Vyšehrad.